# 國家田徑中心
國家田徑中心（匈牙利語：Nemzeti Atlétikai Központ）是一座位於匈牙利布達佩斯的田徑場。將舉辦2023年世界田徑錦標賽。體育場坐落於布達佩斯南部多瑙河東岸，錦標賽期間將可容納36000人，之後將縮減為14000人。